# Heckform

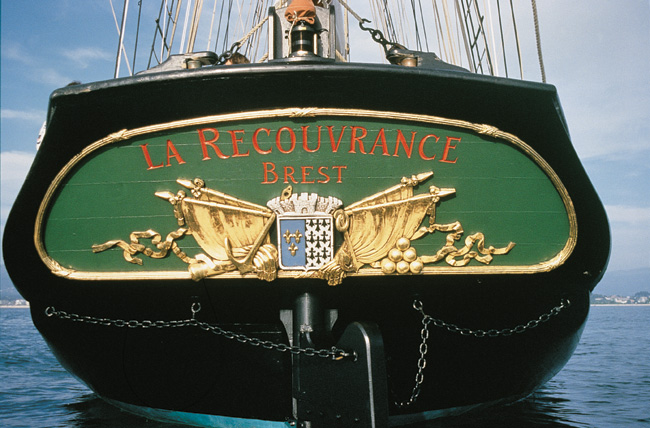
Plattgatt des bretonischen Schoners La Recouvrance

Als Heckform wird die Form bezeichnet, die das Heck eines Fahrzeugs – insbesondere eines Schiffes oder Bootes – hat.
Ein Heck (vom niederdeutschen hek für „Umfriedung“, „Umhegung“ bzw. vom althochdeutschen hegga = hegen, einhegen, umzäunen) ist dabei die Bezeichnung für den hinteren Teil des Fahrzeugs. Geprägt wurde der Begriff „Heck“ in der Schifffahrt zu Zeiten, als der hintere Schiffsbereich meist erhöht gebaut und mit einem Schanzkleid (einer massiven, brüstungs- oder wandartigen Fortsetzung oder Erhöhung der Bordwand), das also einer „Umfriedung“ ähnelte, umschlossen war.

## Grundlegende Heckformen von Schiffen
Dem Auslauf ihres Hecks entsprechend unterscheidet man bei Schiffen und Booten heute die grundlegenden Hecktypen Spiegelheck (oder Plattgatt), Rundgatt und Spitzgatt (siehe auch Gatt):
Ein Plattgatt auch bekannt als Spiegelheck ist der Hecktyp von Schiffen oder Booten, die eine flache Heckabschlussplatte (den sog. Spiegel) haben. Der Spiegel steht entweder senkrecht, ragt „schräggestellt“ über das Wasser hinaus oder ist nach innen geneigt (häufiger bei modernen Jachten).
Auch im modernen Frachtschiffbau wurden seit den 1980er Jahren fast ausnahmslos glatte, senkrechte Hecks gebaut, bis sich eine Kombination mit dem Kreuzerheck durchsetzte. Die Bezeichnung „Plattgatt“ ist für den modernen Frachtschiffbau aber nicht mehr üblich, es wird stattdessen (nur) vom Spiegelheck gesprochen.
Auch moderne Segelschiffe und Segelboote wie Jollen und Jollenkreuzer so wie Motorboote haben oft ein Spiegelheck.
Es gibt mehrere Sonderformen des Spiegelhecks: Eine Sonderform des Spiegelhecks ist das sogenannte Jachtheck (auch: Yachtheck) vieler Regatta-Segeljachten, dessen schräger Spiegel von der Wasseroberfläche schiffeinwärts verläuft. Ein anderer Spezialfall ist das „abgeschnittene Kreuzerheck“, eine Kombination von Kreuzerheck (siehe unten) und Spiegelheck. Als „Tunnelheck“ wird das Heck von Binnenschiffen bezeichnet, deren Unterwasserteil sich tunnelartig wölbt.
Als Rundgatt wird ein rund zulaufendes Schiffsheck bezeichnet. Die Bezeichnung „Rundgatt“ umfasst mehrere Unterformen entsprechend der jeweiligen Form und Lage des Achterstevens (hintere Begrenzung des Schiffsrumpfs, in der Verlängerung des Kiels). Dazu gehören das elliptisch geformte Dampferheck älterer Schiffe und das Schlepperheck. Eine weitere Unterform ist das Kreuzerheck (wörtlich übersetzt von engl. cruiser stern), das sich durch einen S-förmigen Achtersteven auszeichnet, der sich weiter oben zur Bordwand hin nach innen zieht. Das Kreuzerheck soll Schutz gegen auflaufende See bieten und ist außerdem effizienter durch eine Verringerung des Wasserwiderstands. Das Kreuzerheck war über viele Jahre des 20. Jahrhunderts das bevorzugte Heck für Motorschiffe von Frachtern bis zu Kriegsschiffen, aber auch für Großsegler.
In den Niederlanden entstand seit dem 16. Jahrhundert eine für diese Region weitverbreitete Form des Rundhecks, die bei den sogenannten Plattbodenschiffen Anwendung fand, und einen geradezu kreisförmigen Abschluss bildet. Bei dieser Bauform treffen die Planken in nahezu rechtem Winkel auf den hinter dem Heck liegenden Achtersteven. Diese Form wurde auf fast alle Fahrzeuge der Binnen- und nichtmilitärischen Seeschifffahrt angewandt, vom Fischereifahrzeug wie dem Hengst oder Botter über Flusssegler wie der Tjalk und dem Ewer bis zu seegehenden Handelsschiffen wie der Galiot und der Kuff.
Das Spitzgatt ist ein spitz zulaufendes Schiffsheck, das einem Bug ähnlich sieht. Es findet im Schiffbau heute seltener Verwendung, findet sich aber zum Beispiel bei manchen Fischkuttern. Segel- oder Motoryachten bezeichnet man als Spitzgatter wie z. B. die skandinavische Einheitsklasse Spaekhugger.

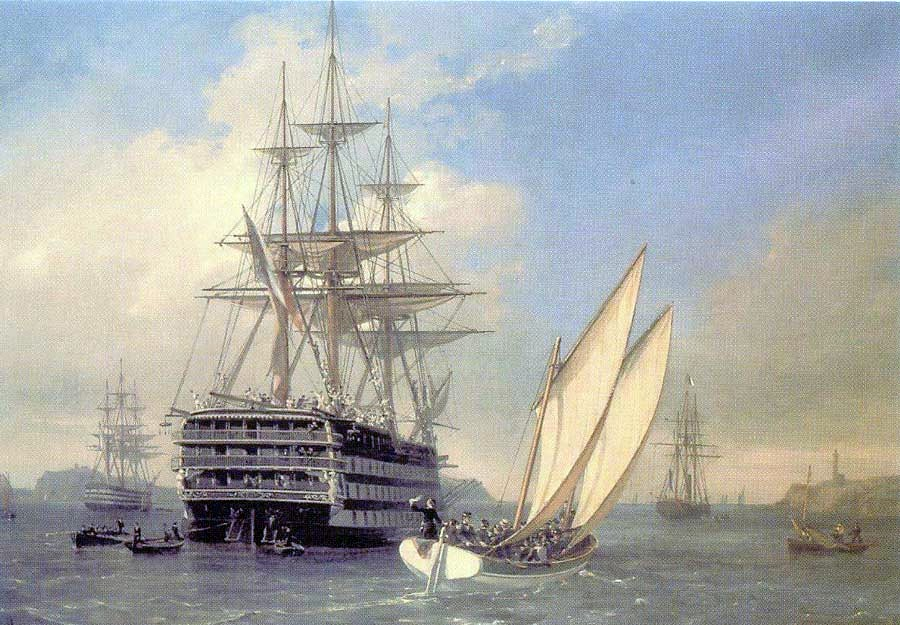
Historisches Spiegelheck
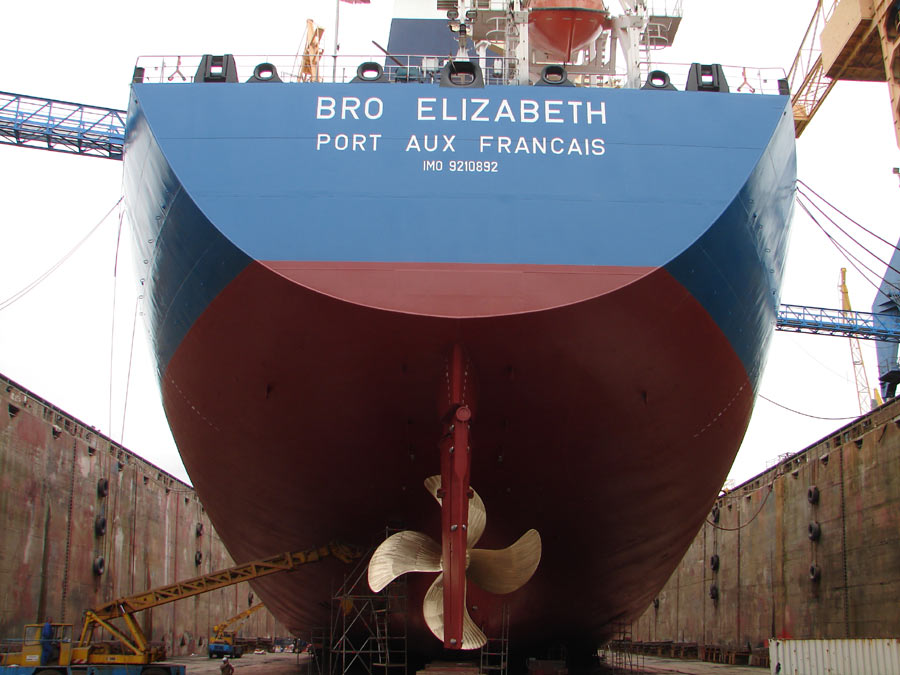
Modernes Spiegelheck der Bro Elizabeth
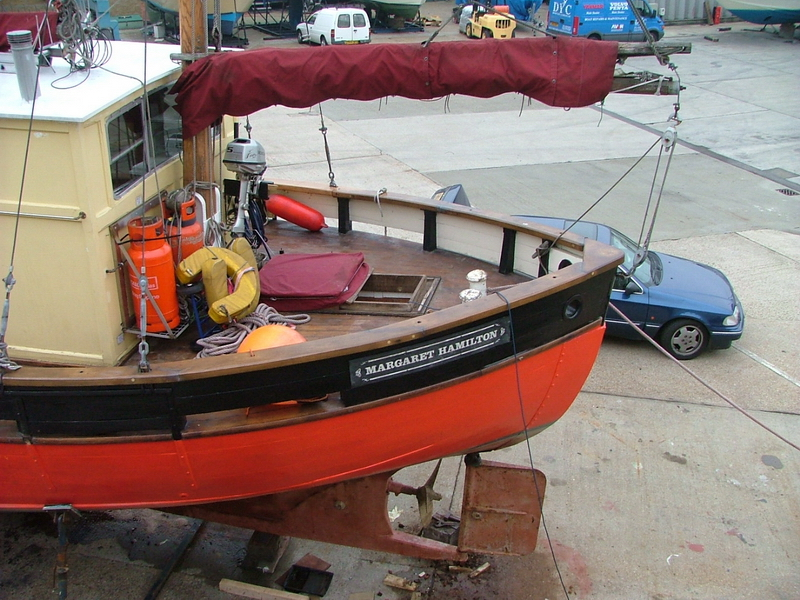
Spitzgatt der Margaret Hamilton
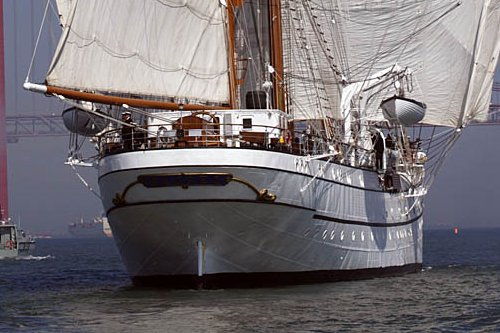
Elliptisches Heck[3] des Segelschulschiffs Sagres
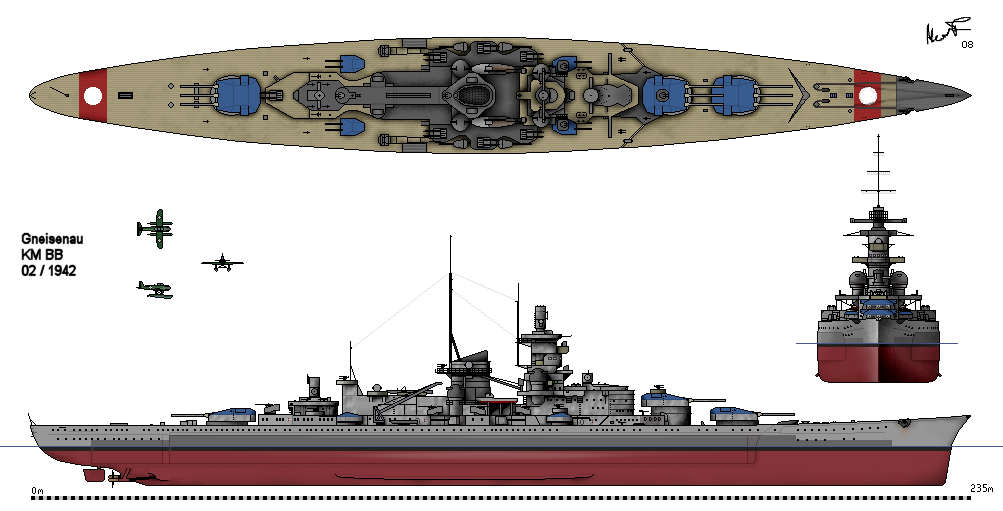
Das Kreuzerheck (hier Schlachtschiff Gneisenau) dient nicht zuletzt dem Schutz des Ruders.

## Entwicklungen in der Frachtschifffahrt des 20. Jahrhunderts
Besonders die Frachtschifffahrt steht im Spannungsfeld zwischen dem Anspruch an größtmögliche Geschwindigkeit und größtmögliches Transportvolumen. Das hat auch im Bereich der Heckformen im 20. Jahrhundert zu mehreren Neuerungen geführt.
Ältere Schiffe wurden zunächst mit einem Dampferheck gebaut.
Anfang des 20. Jahrhunderts kam in Dänemark die Form des Kreuzerhecks auf. Die Form erlaubt eine vorteilhafte Wasserumströmung des Hecks, die zu einem verringerten Wasserwiderstand und damit erhöhter Effizienz führt. Diese Heckform wurde bald von Fracht- und Fahrgastschiffen bevorzugt und löste das bis dahin verbreitete Dampferheck ab.
In den 1980er Jahren setzte sich das Spiegelheck durch, das im Vergleich zum Kreuzerheck zwar eine ungünstigere Wasserumströmung (einen größeren Ablösungswiderstand), aber dafür mehr Decksfläche bietet. Das erlaubt bei gleichen Hauptabmessungen des Schiffes höhere Zuladungen, das heißt ein größeres Transportvolumen, und verringerte zusätzlich Baukosten.
Bei den inzwischen immer größer werdenden Schiffen wird die Zuströmung zum Propeller jedoch verstärkt behindert, so dass der Nachteil des Spiegelhecks verstärkt ins Gewicht fällt. Um die Vorteile von Spiegelheck und Kreuzerheck zu kombinieren, werden Hecks von Binnenschiffen daher heute meist im unteren Teil als Kreuzerheck gebaut, tragen aber im oberen einen Spiegel. Alternativ können die Strömungsbedingungen des Spiegelhecks beispielsweise durch den Einsatz einer sogenannten Abstromplatte in der Nähe des Propellers verbessert werden.

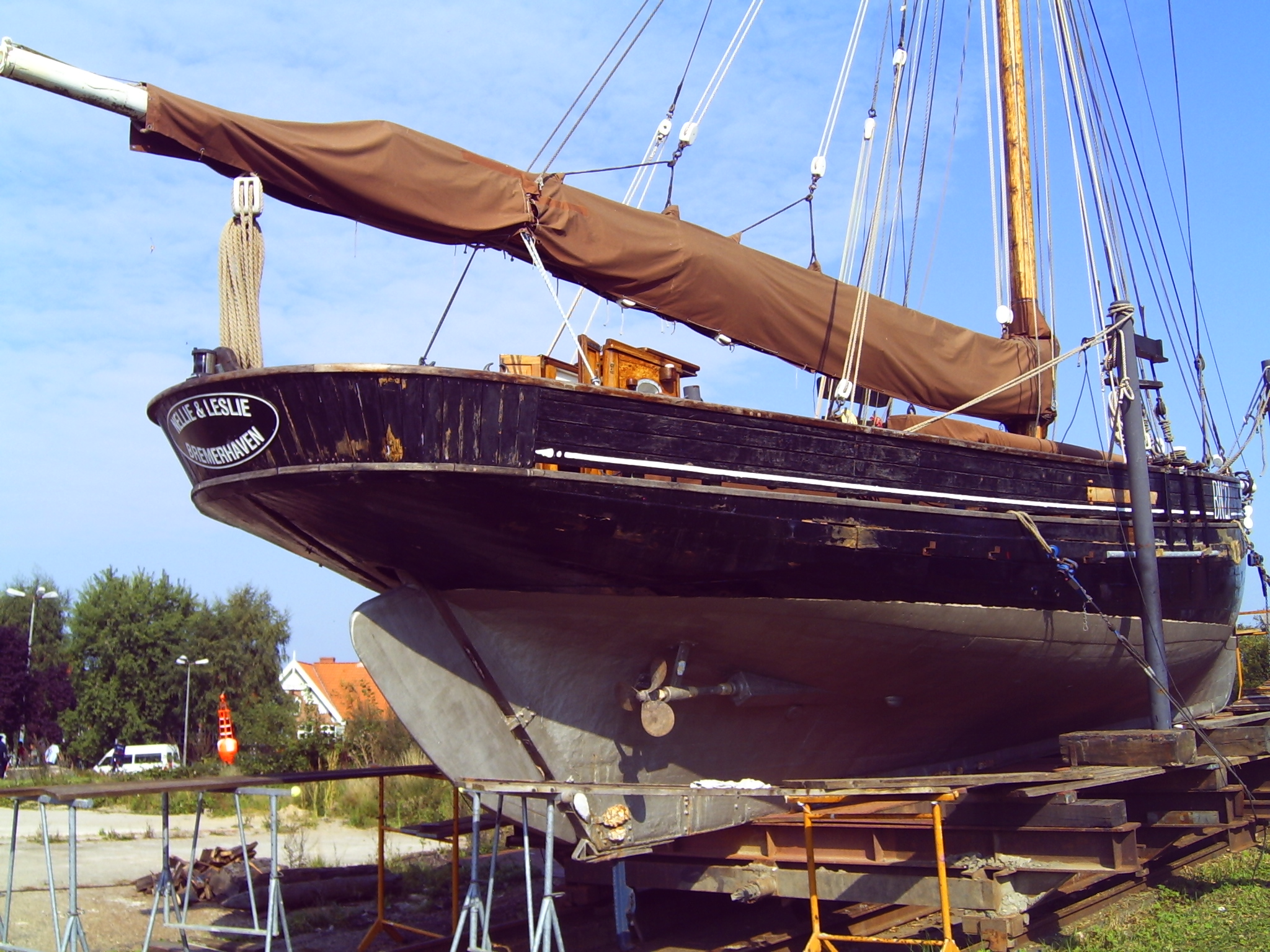
Nellie & Leslie: Ruder entlang des Achterstevens
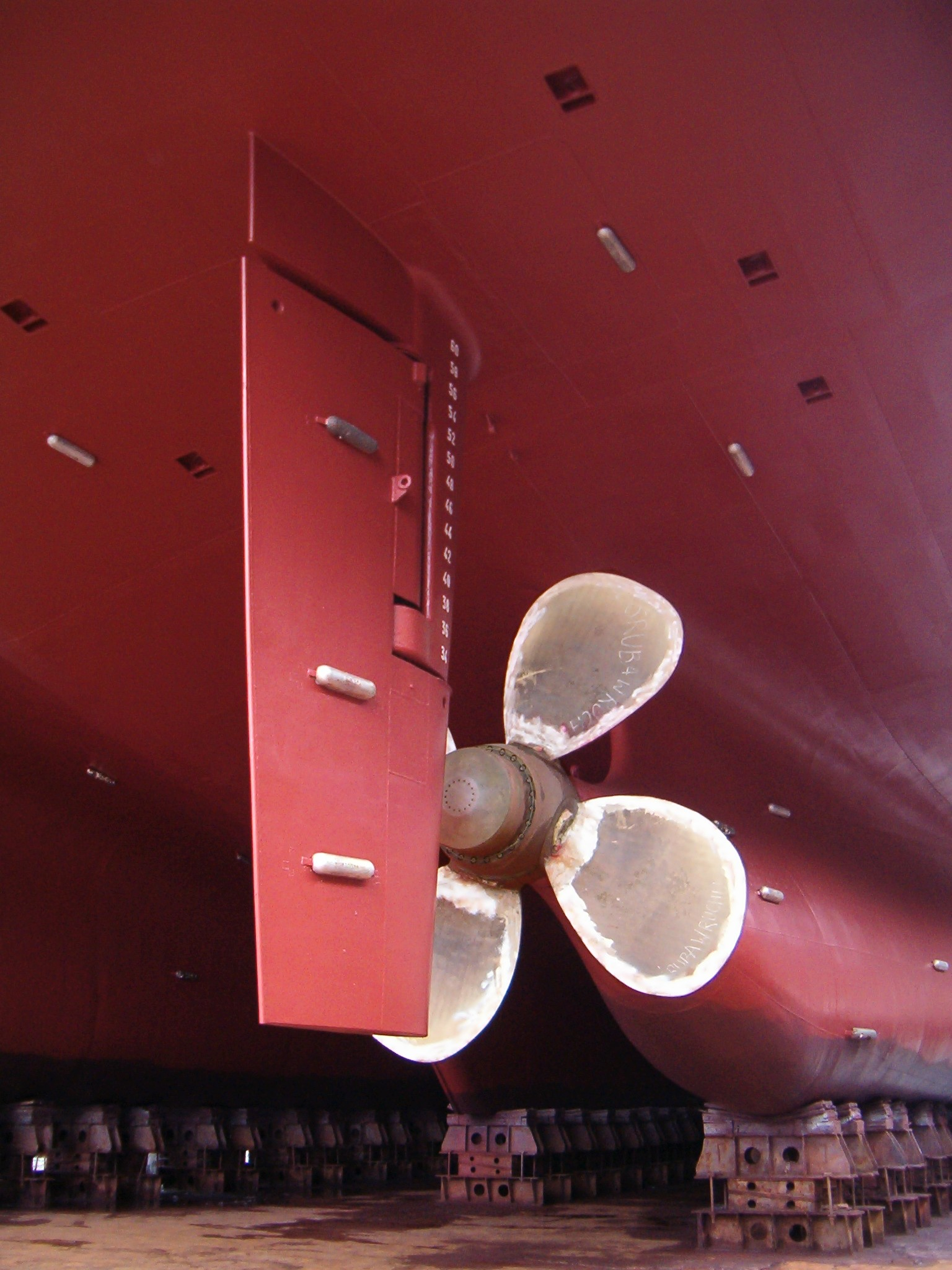
Freihängendes Ruder eines Frachters (Halbschweberuder)

## Weitere Unterschiede von Schiffshecks

### Ruder
Daneben können sich vor allem bei kleineren Booten Hecks auch danach unterscheiden, ob das Ruder (die Vorrichtung zum Steuern) in traditioneller Bauart außen entlang des Achterstevens verläuft oder weitgehend frei hängt (Halb- oder Vollschwebe-/Spatenruder). Unabhängig davon kann das Ruder über Wasser sichtbar am Heck oder eingezogen verlaufen; in letzterem Fall ist das Ruder in der Regel über der Wasseroberfläche nicht sichtbar.

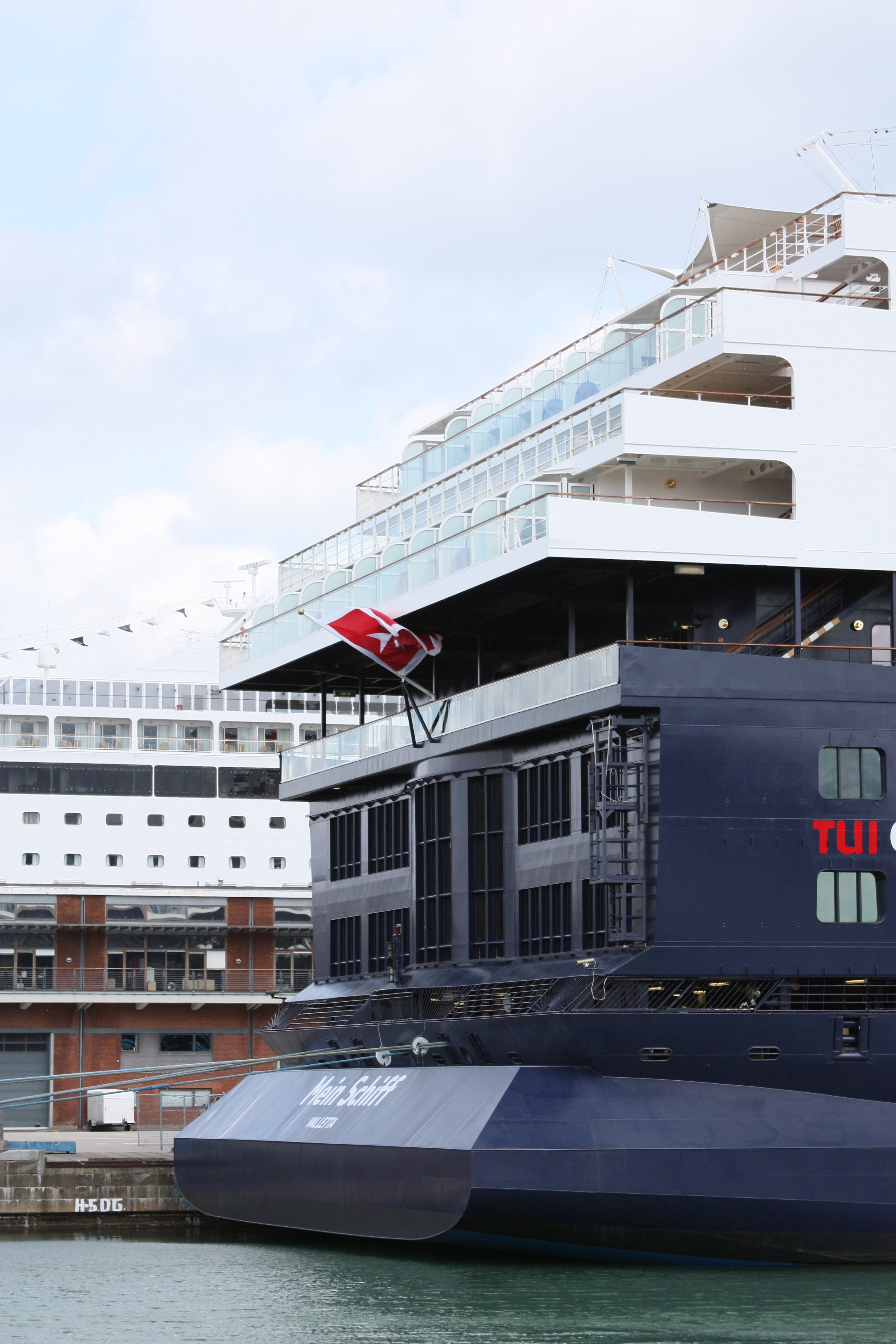
Der Ducktail verlängert und verbreitert das Heck an der Wasserlinie.

### Ducktail
Ducktails (engl.: Entenschwanz, Entenbürzel) sind Verlängerungen und Verbreiterungen des Hecks an der Wasserlinie. Bei Neubauten dienen sie dazu, den Winkel zu verringern, unter dem die Wasserströmung unter dem Achterschiff hochläuft, und im Zuge von Ausstattungserweiterungen des Schiffes sollen sie zusätzlich Auftrieb erzeugen und die Schiffsstabilität verbessern.

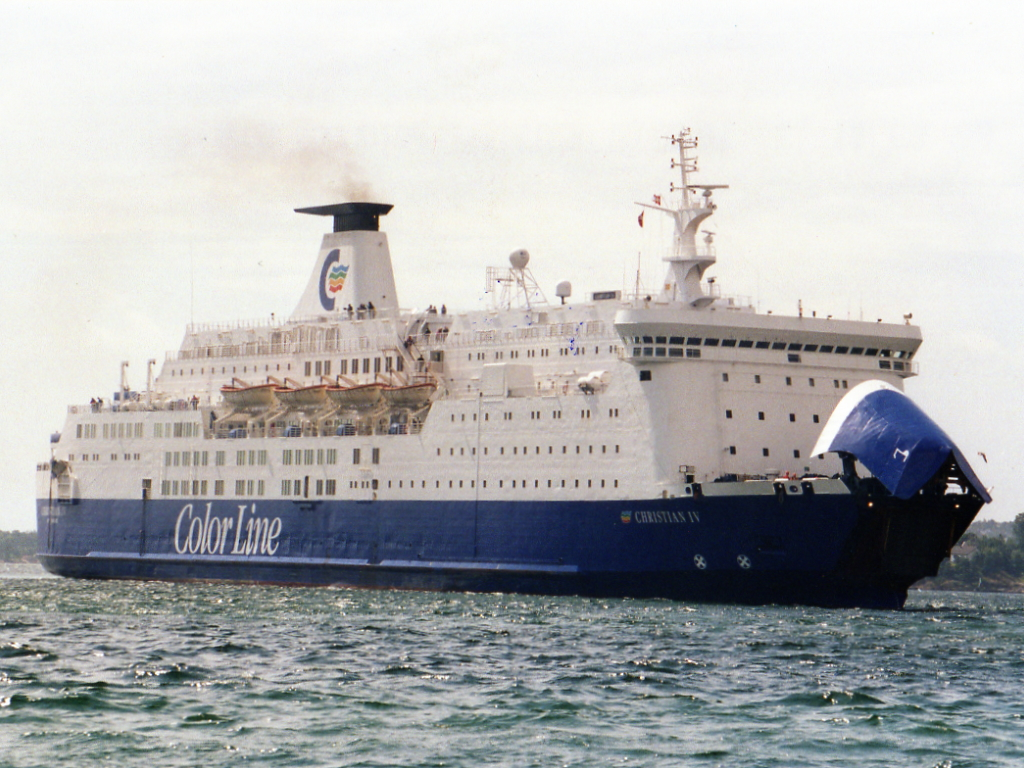
Christian IV noch ohne Ducktail
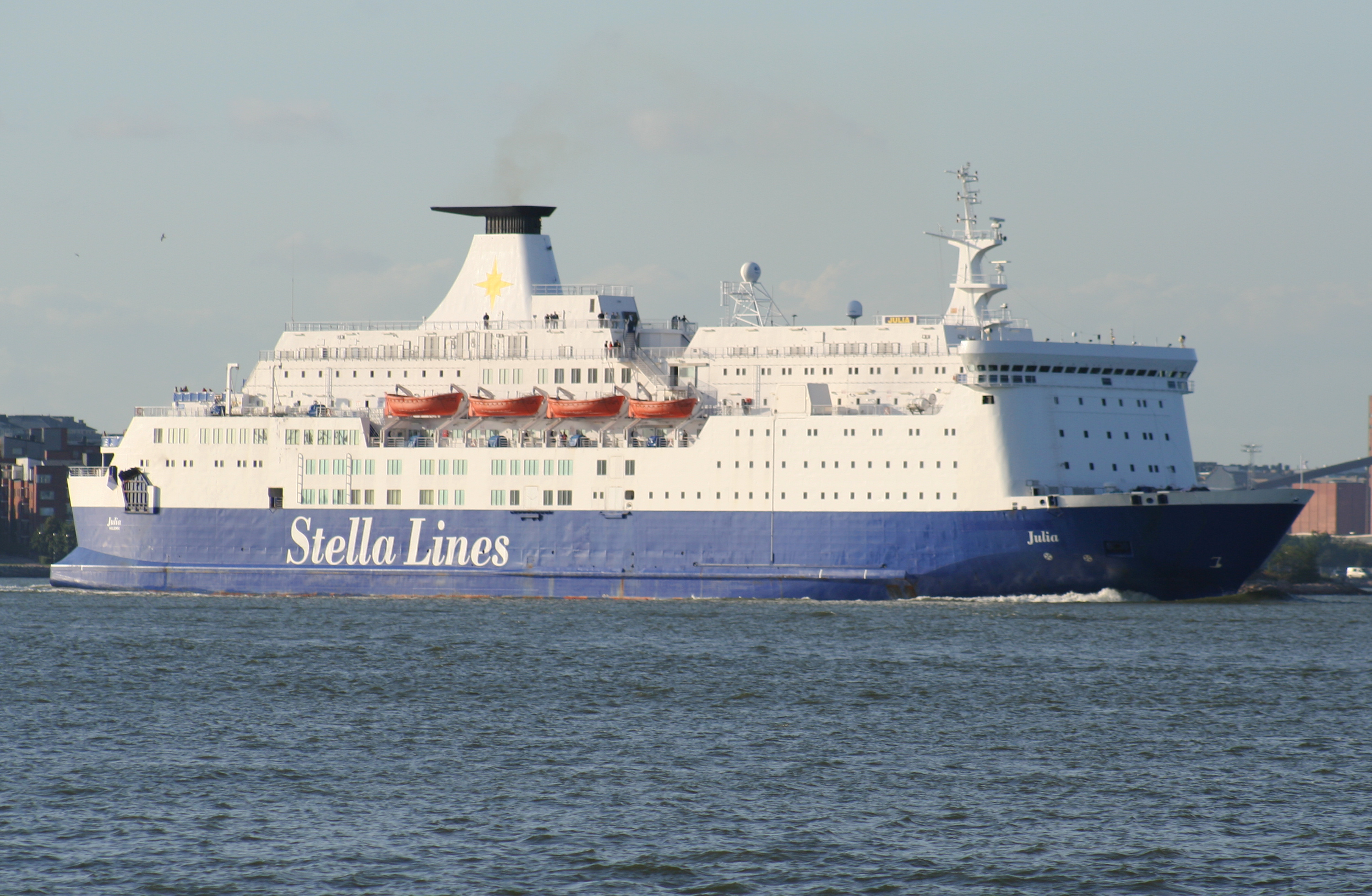
Dasselbe Schiff mit Ducktail und neuem Namen Julia